# Kaiji Tang
Kaiji Tang (pronunciado Kay-jee; nacido en Shanghái) es un actor de doblaje chino trabajando principalmente en Los Ángeles.

## Biografía
Tang proviene de un entorno teatral y se mudó a Los Ángeles para hacer un trabajo comercial. Protagonizó anuncios para Garmin GPS y The Discovery Channel. Después de aparecer en una película de culto clásico llamada Zombie Strippers como zombi, hizo una audición para un pódcast para un estudio de doblaje y finalmente fue contratado. Desde entonces, ha encontrado éxito en la búsqueda de roles para personajes de anime y videojuegos. Tang ha declarado que nunca se propuso hacer un trabajo de voz y todo vino más tarde en su vida. Tang disfruta de su profesión y le gusta contribuir a la industria de los videojuegos, ya que compara los videojuegos con las novelas. Tang acoge el canal de YouTube Voices of Gaming.

## Carrera
En el anime, Tang es conocido por ser la voz de Big G en Doraemon, Hendrickson en Nanatsu no Taizai, Guts en Berserk, Ohma Tokita en Kengan Ashura y Archer en Fate/stay night: Unlimited Blade Works. En videojuegos, es conocido por sus actuaciones como Wingul en Tales of Xillia, Fang en Fairy Fencer F y Yasuhiro Hagakure en Danganronpa: Trigger Happy Havoc.
También es conocido por doblar a Owain / Odin en la serie Fire Emblem, así como el personaje titular en el Detective Pikachu.

## Vida personal
Tang se casó con la actriz de voz Marcy Edwards el 24 de junio de 2017. Él tiene una hermana llamada Katherine.

## Filmografía

### Videojuegos
| Año  | Título                                       | Papel                                                                                               | Notas                                           | Fuente |
| ---- | -------------------------------------------- | --------------------------------------------------------------------------------------------------- | ----------------------------------------------- | ------ |
| 2005 | MapleStory                                   | Luminous                                                                                            |                                                 |        |
| 2008 | BlazBlue                                     | Investigador, Bounter Hunter                                                                        |                                                 |        |
| 2009 | Kamen Rider: Dragon Knight                   | Thrust, Strike                                                                                      |                                                 | [ 10 ] |
| 2010 | Heroes of Newerth                            | Elfo oscuro Swiftblade                                                                              |                                                 |        |
| 2010 | Fist of the North Star: Ken's Rage           | Kenshiro                                                                                            |                                                 |        |
| 2011 | Dynasty Warriors 7                           | Sima Zhao                                                                                           |                                                 |        |
| 2011 | Dynasty Warriors 7: Xtreme Legends           | Sima Zhao                                                                                           |                                                 |        |
| 2012 | Soul Calibur V                               | Joven caballero                                                                                     | Muestras de voz reutilizadas en Soul Calibur VI |        |
| 2012 | Dynasty Warriors Next                        | Sima Zhao                                                                                           |                                                 |        |
| 2012 | Reality Fighters                             | Kung Fu Monk, Samurai                                                                               |                                                 |        |
| 2012 | Tales of Graces f                            | Raymond Oswell                                                                                      |                                                 | [ 10 ] |
| 2012 | Skullgirls                                   | Soldado de garcetas negras, Doble político                                                          |                                                 |        |
| 2012 | Tekken Tag Tournament 2 (versión de consola) | Violeta (introducciones de personajes, final de lucha de laboratorio)                               |                                                 |        |
| 2012 | Dead or Alive 5                              | Jann Lee                                                                                            |                                                 |        |
| 2012 | Resident Evil 6                              | Screamer Zombie                                                                                     |                                                 |        |
| 2013 | Fire Emblem Awakening                        | Owain                                                                                               |                                                 | [ 10 ] |
| 2013 | Dynasty Warriors 8                           | Sima Zhao                                                                                           |                                                 |        |
| 2013 | Tales of Xillia                              | Wingul                                                                                              |                                                 | [ 11 ] |
| 2013 | Batman: Arkham Origins                       | Multijugador Guasón, Elite Bane                                                                     |                                                 |        |
| 2014 | Bravely Default                              | Doctor Qada                                                                                         |                                                 | [ 12 ] |
| 2014 | Danganronpa: Trigger Happy Havoc             | Yasuhiro Hagakure                                                                                   |                                                 | [ 13 ] |
| 2014 | Fairy Fencer F                               | Fang                                                                                                |                                                 | [ 12 ] |
| 2014 | Guilty Gear Xrd -SIGN-                       | Faust                                                                                               |                                                 | [ 12 ] |
| 2015 | Devil Survivor 2: Record Breaker             | Yamato Hotsuin                                                                                      |                                                 | [ 12 ] |
| 2015 | Disgaea 5: Alliance of Vengeance             | Red Magnus                                                                                          |                                                 |        |
| 2015 | Skullgirls 2nd Encore                        | Fuga de cerebros, Soldado de garcetas negras, Yu-Wan, Doble político, Andy Anvil, Lawrence, Grendel |                                                 |        |
| 2015 | Xenoblade Chronicles X                       | Yelv                                                                                                |                                                 | [ 10 ] |
| 2016 | Fire Emblem Fates                            | Odin (Owain), Shiro, Ignatius                                                                       |                                                 | [ 14 ] |
| 2016 | Killing Floor 2                              | Hayato Tanaka                                                                                       |                                                 |        |
| 2017 | Fire Emblem Heroes                           | Odin, Narcian, Lloyd, Shiro, Owain                                                                  |                                                 |        |
| 2017 | Persona 5                                    | Munehisa Iwai                                                                                       |                                                 | [ 15 ] |
| 2017 | Danganronpa V3: Killing Harmony              | Gonta Gokuhara                                                                                      |                                                 |        |
| 2018 | Detective Pikachu                            | Detective Pikachu                                                                                   |                                                 | [ 16 ] |

### Películas
| Año  | Título           | Papel   | Notas                                  | Fuente        |
| ---- | ---------------- | ------- | -------------------------------------- | ------------- |
| 2008 | Zombie Strippers |         | Primer papel de actuación de Hollywood | [ 17 ] [ 18 ] |
| 2023 | El Rey Mono      | Anciano |                                        |               |

### Series web
| Año  | Título       | Papel        | Notas                                     | Fuente |
| ---- | ------------ | ------------ | ----------------------------------------- | ------ |
| 2016 | Death Battle | Roronoa Zoro | Episodio: "Roronoa Zoro VS. Erza Scarlet" | [ 19 ] |
| 2017 | RWBY         | Li Ren       | Volumen 4, Capítulo 10: "Kuroyuri"        | [ 20 ] |